# Takayus huanrenensis
Takayus huanrenensis är en spindelart som först beskrevs av Zhu och Gao 1993.  Takayus huanrenensis ingår i släktet Takayus och familjen klotspindlar. Inga underarter finns listade i Catalogue of Life.